# Grand Prix Cholet-Pays de la Loire
Der Grand Prix Cholet-Pays de la Loire, meist kurz als Cholet-Pays de la Loire bezeichnet, ist ein  französisches Straßenradrennen.
Das Eintagesrennen, welches seinen Termin für gewöhnlich Mitte März hat und rund um die französische Stadt Cholet im Département Maine-et-Loire stattfindet, wurde erstmals im Jahr 1978 ausgetragen. Bis 1987 hieß das Rennen Grand Prix de Mauléon-Moulins, 1988 und 1989 Grand Prix de Cholet-Mauléon-Moulins und seit 1990 trägt es den aktuellen Namen. Seit Einführung der UCI Europe Tour in der Saison 2005 ist das Rennen Teil dieser Rennserie und in die UCI-Kategorie 1.1 eingestuft. Der Grand Prix Cholet-Pays de la Loire ist außerdem ein Teil des Coupe de France, einer Rennserie von französischen Eintagesrennen. Rekordsieger ist Jaan Kirsipuu, der das Rennen dreimal für sich entscheiden konnte.
Von 2004 bis 2014 wurde am selben Tag das Frauenrennen Grand Prix Cholet-Pays de Loire Féminin ausgetragen, das 2011 in UCI-Kategorie 1.2 des internationalen Kalenders aufgenommen wurde.
Im Jahr 2017 wurde das Rennen nach Meinungsverschiedenheiten zwischen der Rennorganisation und der Stadt Cholet nicht ausgetragen.

## Palmarès (Männer)
| Jahr                                 | Sieger              | Zweiter                   | Dritter                |          |
| ------------------------------------ | ------------------- | ------------------------- | ---------------------- | -------- |
| Grand Prix de Mauléon-Moulins        |                     |                           |                        |          |
| 1978                                 | Jacques Bossis      | Roger Legeay              | Yves Daniel            |          |
| 1979                                 | Pierre Bazzo        | Pierre-Raymond Villemiane | Jean-Louis Gauthier    |          |
| 1980                                 | Roger Legeay        | René Bittinger            | Robert Alban           |          |
| 1981                                 | Roger Legeay        | Jacques Bossis            | Pierre-Henri Menthéour |          |
| 1982                                 | Pierre Bazzo        | Frédéric Brun             | Didier Vanoverschelde  |          |
| 1983                                 | Éric Dall'Armelina  | Francis Castaing          | Serge Beucherie        |          |
| 1984                                 | Pascal Poisson      | Yves Beau                 | Éric Bonnet            |          |
| 1985                                 | Marc Madiot         | Jean-Claude Leclercq      | Jacques Bossis         |          |
| 1986                                 | Dominique Lecrocq   | Philippe Louviot          | Régis Clère            |          |
| 1987                                 | Frédéric Garnier    | Martial Gayant            | Thomas Wegmüller       |          |
| Grand Prix de Cholet-Mauléon-Moulins |                     |                           |                        |          |
| 1988                                 | Patrick Onnockx     | Chris Scharmin            | Christophe Lavainne    |          |
| 1989                                 | Franck Boucanville  | Dick Dekker               | Edwin Bafcop           |          |
| Grand Prix Cholet-Pays de la Loire   |                     |                           |                        |          |
| 1990                                 | Kim Andersen        | Brian Walton              | Thierry Bourguignon    |          |
| 1991                                 | Sammie Moreels      | Johan Bruyneel            | Wiebren Veenstra       |          |
| 1992                                 | Laurent Desbiens    | Serge Baguet              | Jean-Cyril Robin       |          |
| 1993                                 | Marc Bouillon       | Bart Leysen               | Michel Vanhaecke       |          |
| 1994                                 | Laurent Madouas     | Christophe Leroscouet     | Patrick Van Roosbroeck |          |
| 1995                                 | Frank Vandenbroucke | Sammie Moreels            | Thierry Bourguignon    |          |
| 1996                                 | Stéphane Heulot     | Adriano Baffi             | Laurent Desbiens       |          |
| 1997                                 | Jaan Kirsipuu       | Lauri Aus                 | Ludovic Auger          |          |
| 1998                                 | Jaan Kirsipuu       | Pascal Lino               | Mario Manzoni          |          |
| 1999                                 | Jaan Kirsipuu       | Juris Silovs              | Rik Verbrugghe         |          |
| 2000                                 | Jens Voigt          | David Moncoutié           | Hendrik Van Dijck      |          |
| 2001                                 | Florent Brard       | Laurent Brochard          | Niko Eeckhout          |          |
| 2002                                 | Jimmy Casper        | Franck Bouyer             | Wim Vansevenant        |          |
| 2003                                 | Christophe Mengin   | Franck Bouyer             | Laurent Lefèvre        |          |
| 2004                                 | Bert De Waele       | Didier Rous               | Thor Hushovd           |          |
| 2005                                 | Pierrick Fédrigo    | Alberto Benito            | Jimmy Engoulvent       |          |
| 2006                                 | Christopher Sutton  | Niko Eeckhout             | Lilian Jégou           |          |
| 2007                                 | Stéphane Augé       | Stéphane Petilleau        | Janek Tombak           |          |
| 2008                                 | Janek Tombak        | Bert De Waele             | Émilien-Benoît Bergès  |          |
| 2009                                 | Juan José Haedo     | Jimmy Casper              | Alexandre Pichot       |          |
| 2010                                 | Leonardo Duque      | Matthieu Ladagnous        | Klaas Lodewyck         |          |
| 2011                                 | Thomas Voeckler     | Tony Gallopin             | Benjamin Giraud        |          |
| 2012                                 | Arnaud Démare       | Laurent Mangel            | Mickaël Delage         |          |
| 2013                                 | Damien Gaudin       | Marcel Wyss               | Rein Taaramäe          |          |
| 2014                                 | Tom Van Asbroeck    | Sébastien Delfosse        | Sébastien Turgot       |          |
| 2015                                 | Pierrick Fédrigo    | Jon Ander Insausti        | Baptiste Planckaert    |          |
| 2016                                 | Rudy Barbier        | Baptiste Planckaert       | Yannis Yssaad          |          |
| 2017 keine Austragung                |                     |                           |                        |          |
| 2018                                 | Thomas Boudat       | Hugo Hofstetter           | Roy Jans               |          |
| 2019                                 | Marc Sarreau        | Bryan Coquard             | Thomas Boudat          |          |
| 2020                                 | abgesagt            | abgesagt                  | abgesagt               | abgesagt |
| 2021                                 | Elia Viviani        | Jon Aberasturi            | Pierre Barbier         |          |
| 2022                                 | Marc Sarreau        | Emmanuel Morin            | Piet Allegaert         |          |
| 2023                                 | Laurence Pithie     | Anthony Perez             | Lorrenzo Manzin        |          |
| 2024                                 | Paul Lapeira        | Alexis Renard             | Tom Van Asbroeck       |          |
| 2025                                 | Lukáš Kubiš         | Benjamin Thomas           | Niklas Larsen          |          |

## Palmarès (Frauen)
| Jahr | Sieger                   | Zweiter                  | Dritter              |
| ---- | ------------------------ | ------------------------ | -------------------- |
| 2004 | Élodie Touffet           | Cathy Moncassin          | Magali Finot-Laivier |
| 2005 | Alexandra Rannou         | Élodie Touffet           | Magali Le Floc'h     |
| 2006 | Fanny Riberot            | Aude Pollet              | Pascale Jeuland      |
| 2007 | Marina Jaunâtre          | Laurence Leboucher       | Kata-Liina Normak    |
| 2008 | Magali Mocquery          | Magali Le Floc'h         | Marina Jaunâtre      |
| 2009 | Florence Girardet        | Megan Guarnier           | Christine Majerus    |
| 2010 | Christel Ferrier Bruneau | Christine Majerus        | Mélanie Bravard      |
| 2011 | Emma Johansson           | Christel Ferrier Bruneau | Sara Mustonen        |
| 2012 | Audrey Cordon            | Pascale Jeuland          | Emilie Moberg        |
| 2013 | Emma Johansson           | Audrey Cordon            | Jolien D’hoore       |
| 2014 | Emma Johansson           | Jolien D’hoore           | Elisa Longo Borghini |
| 2015 | Audrey Cordon-Ragot      | Amélie Rivat             | Miriam Bjørnsrud     |